# Irmak Örnek
Irmak Örnek (* 20. August 1987 in Izmir) ist eine türkische Schauspielerin.

## Biografie
Irmak Örnek wurde am 20. August 1987 in Izmir geboren. Neben Türkisch spricht sie fließend Englisch und Italienisch. Sie studierte an der İzmir Üniversitesi. Danach setzte sie ihr Studium an der Bahçeşehir Üniversitesi fort. Ihr Debüt gab sie 2011 in der Fernsehserie Bizim Yenge. Anschließend spielte Örnek 2012 in der Serie Veda mit. Außerdem trat sie 2013 in dem Film Dabbe: Cin Çarpmasi auf.
2014 wurde sie für die Serie Merhamet gecastet. Unter anderem setzte Örnek 2015 ihre Karriere in dem Film Nadide Hayat fort. Von 2016 bis 2017 bekam sie eine Rolle in Cesur ve Güzel. Danach war Örnek 2018 in Bir Umut Yeter zu sehen. 2021 spielte sie in der Serie İkimizin Sirri eine Nebenrolle.

## Filmografie
Filme
- 2013: Dabbe: Cin Çarpmasi
- 2015: Nadide Hayat

Serien
- 2011: Bizim Yenge
- 2012: Veda
- 2014: Merhamet
- 2016–2017: Cesur ve Güzel
- 2018: Bir Umut Yeter
- 2021: Menajerimi Ara
- 2021: İkimizin Sirri